# 尹慶舉
尹慶舉（1862年—1915年），字策延，号墀翔，廣東省廣州府東莞縣万家租（今万江）人，清朝政治人物。

## 生平
年十六，为诸生。光緒十七年（1891年）中舉人，光緒二十一年（1895年）乙未科二甲39名進士。改翰林院庶吉士。光緒二十四年（1898年）四月，散館，授翰林院編修。
光绪二十六年（1900年）归东莞，聘主宝安书院。与知县刘德恒等办东莞劝学所、东莞学堂。光绪三十一年（1905年），入京充国史馆编修。宣统元年（1909年），充实录馆纂修。宣统三年（1911年）九月，授四川成都府知府，因辛亥革命勢大，不赴任，返回东莞。民國四年（1915年）病卒。

## 著作
尹庆举工诗，作品散见于 《天南送别录》和《东莞诗录》 中。